# Ponte alla Vittoria
Il ponte alla Vittoria è un ponte di Firenze, il primo a valle al di fuori del centro storico, nei pressi del piazzale di ingresso al parco delle Cascine.

## Storia e descrizione
La prima struttura del ponte fu fatta costruire dal Granduca Leopoldo II nel 1835 in onore di san Leopoldo, da cui prese il nome originale di ponte San Leopoldo, anche se in una pianta del 1847 veniva indicato con il più semplice nome di "ponte di ferro".
Questa prima struttura era sospesa e collocata immediatamente a ridosso della vecchia cinta muraria della città.

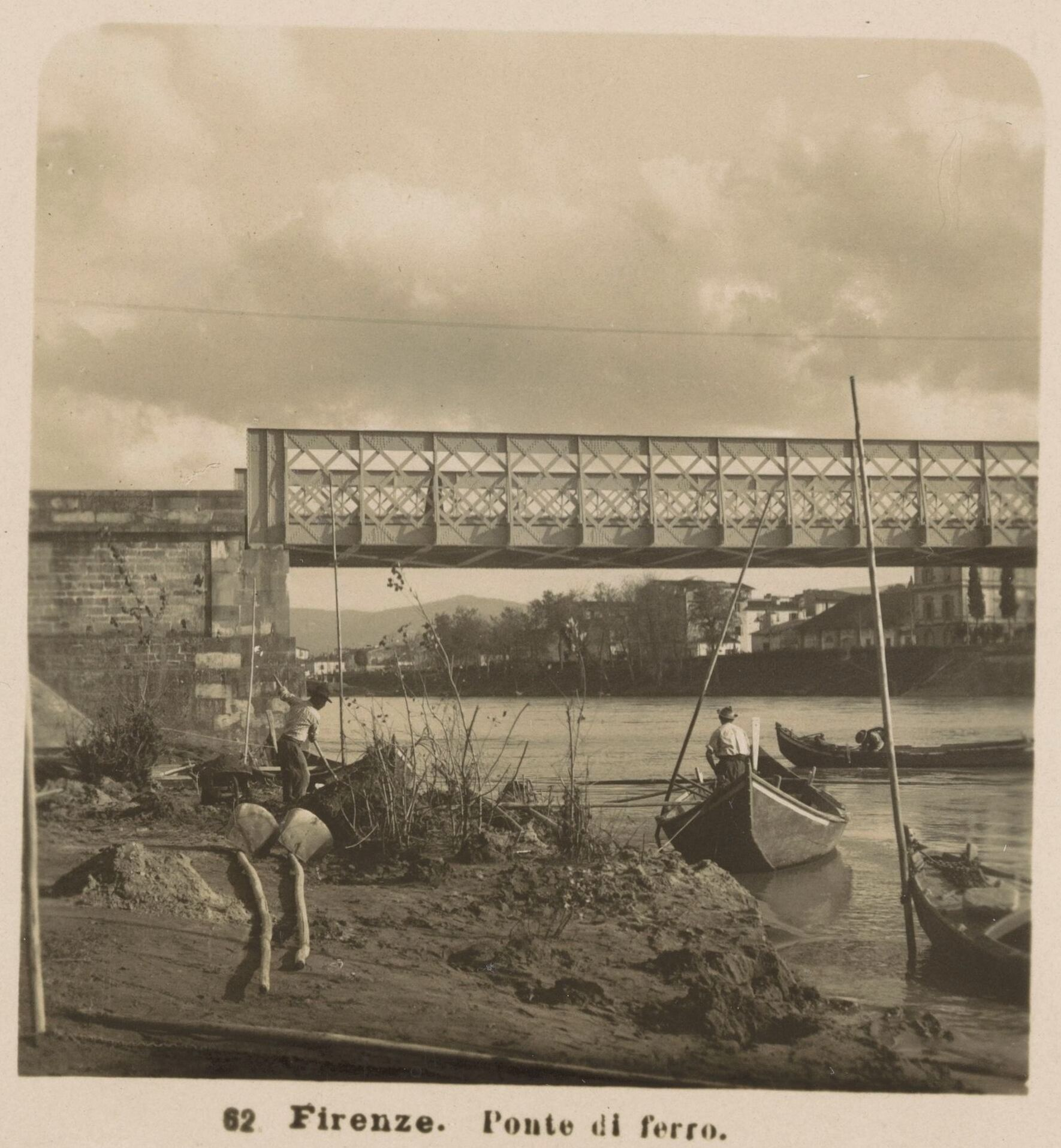
Il "ponte di ferro"

Già a quell'epoca il ponte aveva una grossa importanza commerciale in quanto collegava due vie "regie", la Pisana e la Livornese con la strada che andava verso Pistoia, la Pistoiese e, all'interno di Firenze, la zona industriale del Pignone e la stazione ferroviaria Leopolda. In pratica si univano tre importanti province e si collegava una delle principali industrie fiorentine, nata nella seconda metà del 1800, con il mare e con la ferrovia.
L'allora ponte sospeso, realizzato in metallo, fu ornato da quattro pilastri, ognuno dei quali era sormontato da un solenne leone in marmo e posto ad uno dei vertici del ponte, in stile neoclassico, perfettamente in linea con la sua epoca.
Quando il ponte fu disfatto per essere modificato, due dei quattro leoni furono spostati e oggi si trovano all'imbocco del viale di Poggio Imperiale, presso porta Romana, mentre gli altri due sono stati collocati nelle vicinanze del ponte, lungo il parco delle Cascine.
All'epoca della sua costruzione, il ponte rappresentava una sorta di dogana e per il suo attraversamento veniva richiesto un pedaggio fino al 1914 quando, in seguito a svariati tumulti, i dazi da pagare vennero modificati: pedoni gratis; pecore e maiali un centesimo a capo; cavalli e mucche 5 centesimi; infine le "vetture automobili", 40 centesimi.
La prima guerra mondiale bloccò il rifacimento, su progetto dell'ingegner Tognetti, per il nuovo ponte delle Cascine. La battaglia di Vittorio Veneto sancì la fine della guerra e fu da spunto per riprendere la ristrutturazione del ponte, intitolato patriotticamente alla Vittoria. In effetti, più che di un rifacimento si trattò di una nuova costruzione che sorse parallela alla precedente, che venne demolita dopo l'inaugurazione della nuova struttura nel 1932, in occasione del decennale della Marcia su Roma. In una delle pigne fu murata un'urna, benedetta dal cardinale Elia dalla Costa, con l'elenco degli oltre tremila fiorentini caduti nella prima guerra mondiale, con in cima i decorati da medaglie al valore, e i simboli del giglio fiorentino, della croce di Savoia e del fascio littorio. 
Alle quattro estremità del ponte si trovavano quattro lapidi dedicatorie, scalpellate via alla caduta del Regime il 25 luglio 1943. In una si leggeva "I nomi dei caduti fiorentini / caduti nella grande guerra - sono qui dentro custoditi - a capo del ponte / che col loro sangue / essi hanno battezzato"; su un'altra: "La città di Firenze / podestà il conte Giuseppe della Gherardesca / ha eretto questo ponte / e l'ha dedicato alla Vittoria / perché chi passa ricordi / che alla Vittoria deve l'Italia / Unità - Fede - Sicurezza e Concordia"; sulla terza lapide: "Regnando Vittorio Emanuale III / Duce Benito Mussolini / Questo ponte è stato aperto / il 28 ottobre 1932, compiendosi il decimo anno / dell'avvento dei fasci"; sull'ultima: "Per comodo dei cittadini / per decoro della città / questo ponte è stato costruito / dal Comune su disegni - dell'architetto Bruno Ferrati".
Come tutti gli altri ponti di Firenze, ad eccezione del Ponte Vecchio, anche questo ponte fu minato e fatto brillare dai tedeschi in ritirata il 4 agosto del 1944.
Vista la posizione da sempre strategica, l'amministrazione militare dette ordine di ricostruire il ponte che assunse le sembianze attuali con la struttura in cemento armato, i parapetti in bronzo e le tre arcate.
Attualmente il ponte è attraversato da una carreggiata stradale, con due corsie per ogni senso di marcia, e da due stretti marciapiedi. Ancor oggi il ponte ha un ruolo fondamentale di collegamento tra le due sponde dell'Arno, e risulta insufficiente rispetto alle necessità, come testimoniato dalla continua presenza di ingorghi stradali nella zona, soprattutto nelle ore di punta.
Un progetto di allargamento del ponte, successivamente accantonato, fu commissionato allo studio di progettazione dell'architetto Calatrava all'inizio del XXI secolo. La soluzione proposta era di spostare i marciapiedi e le piste ciclabili all'esterno della carreggiata, così da fare spazio a tre corsie per senso di marcia. La realizzazione del progetto è stata abbandonata anche per la costruzione a nord del ponte del sottopasso veicolare di piazza Vittorio Veneto, con sole due corsie per senso mi marcia, allargabile a cinque corsie (tre in uscita e due in ingresso città) qualora venga portato avanti l'allargamento del ponte.

## Altre immagini

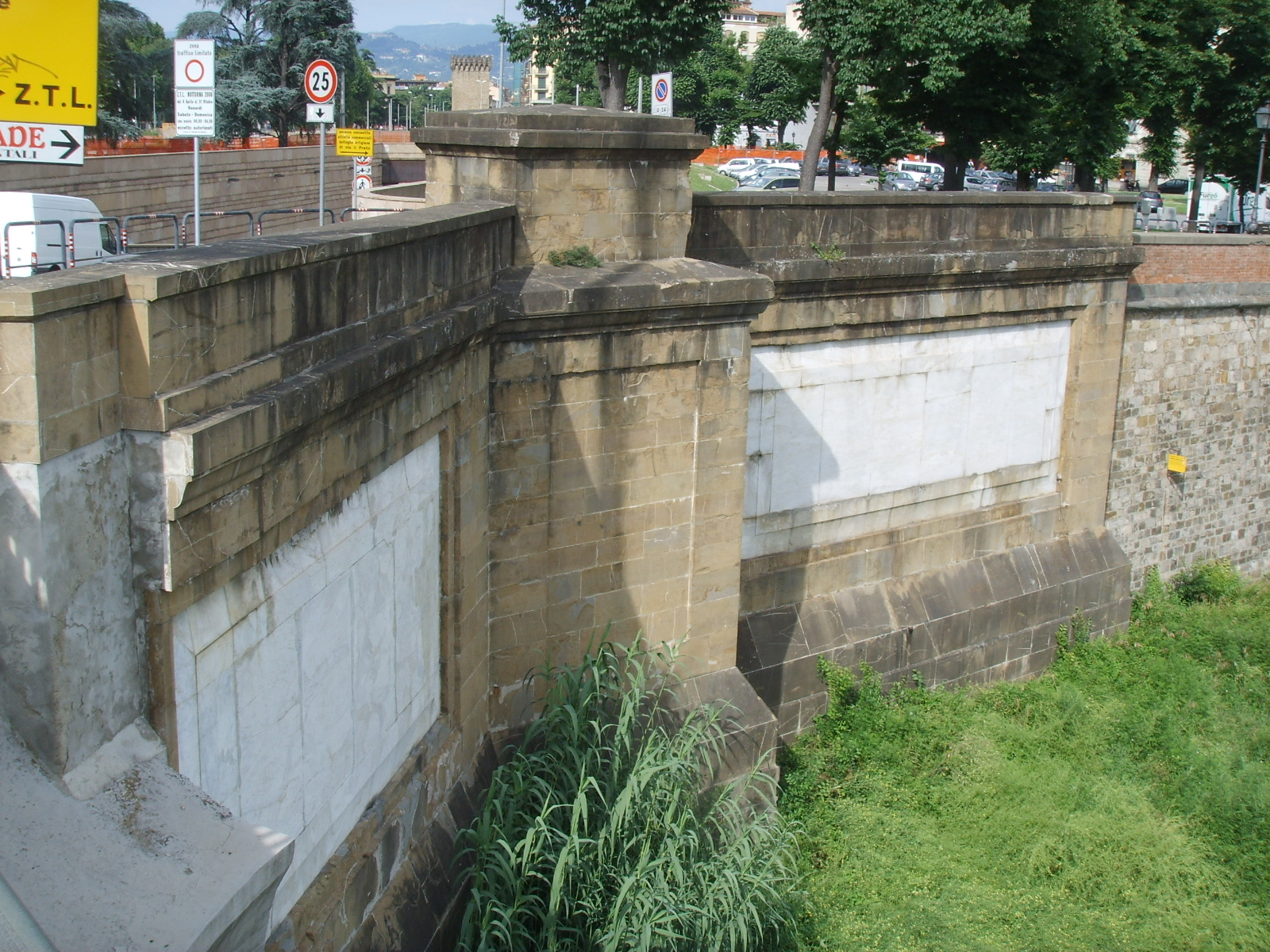
Rampa
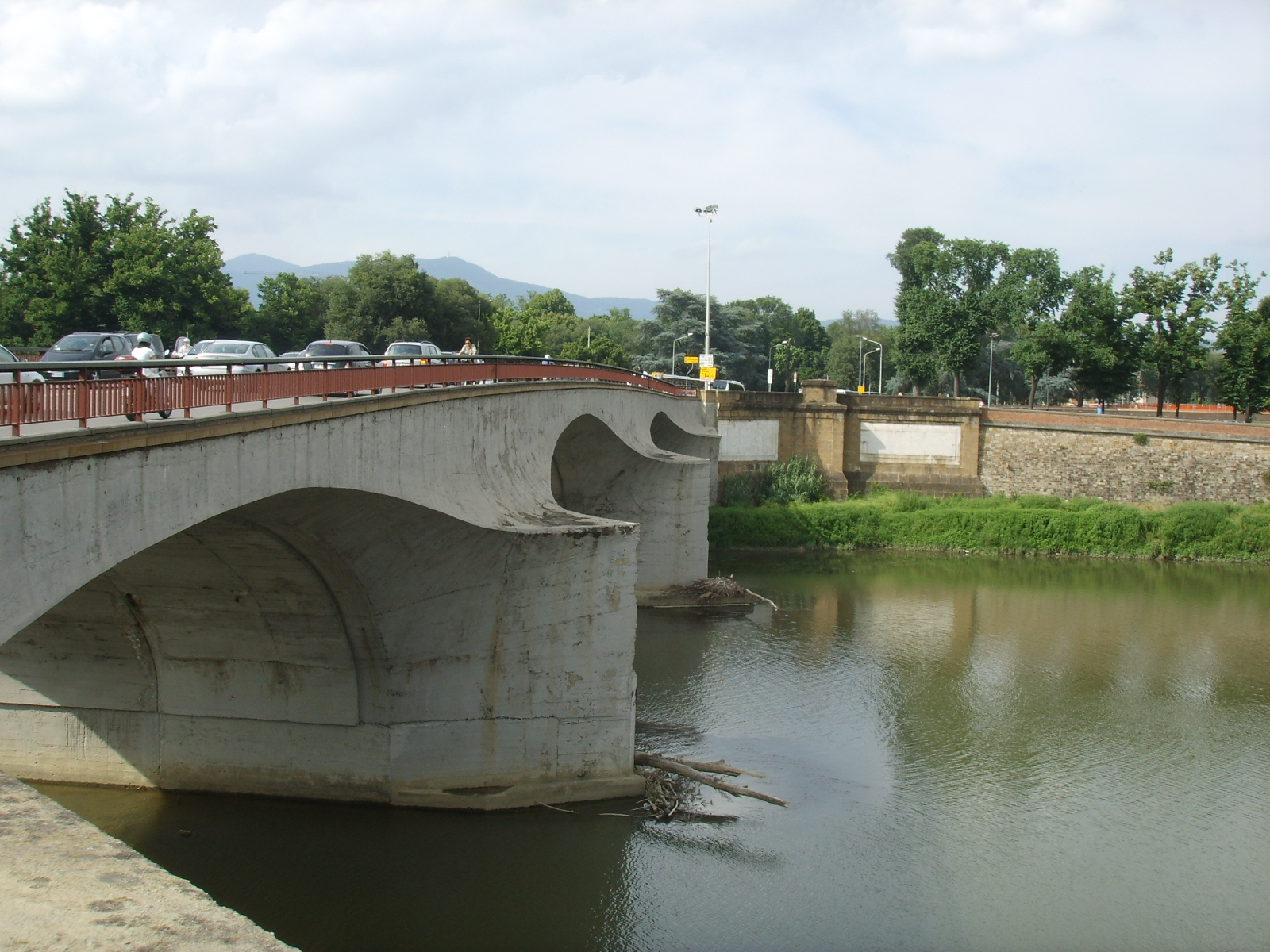
Disegno dei piloni